# Кровоснабжение головного мозга
Кровоснабжение головного мозга осуществляется двумя внутренними сонными артериями и двумя позвоночными артериями. Отток крови происходит по двум яремным венам.
В состоянии покоя головной мозг потребляет около 15 % объёма крови, и при этом потребляет 20-25 % кислорода, получаемого при дыхании.

## Артерии головного мозга

### Сонные артерии
Сонные артерии формируют каротидный бассейн. Они берут своё начало в грудной полости: правая от плечеголовного ствола (лат. truncus brachiocephalicus), левая — от дуги аорты (лат. arcus aortae).
Сонные артерии обеспечивают около 70-85 % притока крови к мозгу.

### Вертебро-базилярная система
Позвоночные артерии формируют вертебро-базилярный бассейн. Они кровоснабжают задние отделы мозга (продолговатый мозг, шейный отдел спинного мозга и мозжечок). Позвоночные артерии берут своё начало в грудной полости, и проходят к головному мозгу в костном канале, образованном поперечными отростками шейных позвонков. По разным данным, позвоночные артерии обеспечивают около 15-30 % притока крови к головному мозгу.
В результате слияния позвоночные артерии образуют основную артерию (базилярная артерия, а. basilaris) — непарный сосуд, который располагается в базилярной борозде моста.

### Виллизиев круг
Возле основания черепа магистральные артерии образуют Виллизиев круг, от которого и отходят артерии, которые поставляют кровь в ткани головного мозга. В формировании Виллизиева круга участвуют следующие артерии:
- правая и левая передние мозговые артерии (А1 сегменты)
- правая и левая средние мозговые артерии (М1 сегменты)
- правая и левая задние мозговые артерии (Р1 сегменты)
- передняя соединительная артерия
- правая и левая задние соединительные артерии

Если видны все вышеперечисленные артерии — Виллизиев круг считается замкнутым. Если какая-то из соединительных артерий, либо один из сегментов мозговых артерий не визуализируется — Виллизиев круг считается не замкнутым.

### Круг Захарченко
Находится на вентральной поверхности продолговатого мозга. Образован двумя позвоночными артериями и двумя передними спинномозговыми артериями.

## Венозный отток

### Синусы твёрдой мозговой оболочки
Венозные синусы головного мозга — венозные коллекторы, расположенные между листками твёрдой мозговой оболочки. Получают кровь из внутренних и наружных вен головного мозга.

### Яремные вены
Яремные вены (лат. venae jugulares) — парные, располагаются на шее и отводят кровь от шеи и головы.

## Заболевания
- Аневризмы сосудов головного мозга
- Мальформации
- Фистулы
- Атеросклероз
- Тромбоз
- Инсульт
- Ишемия

## Дополнительные изображения

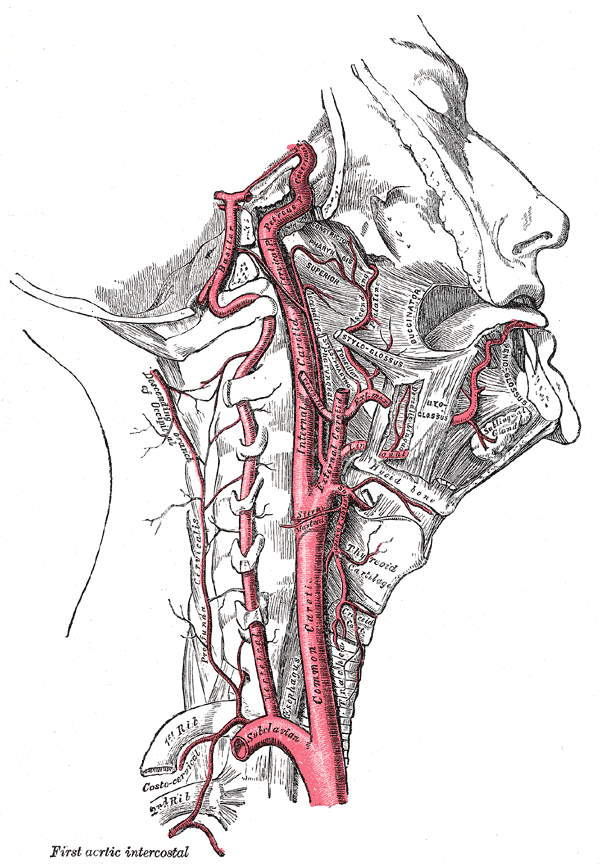
Внутренняя сонная и позвоночные артерии (правая сторона)
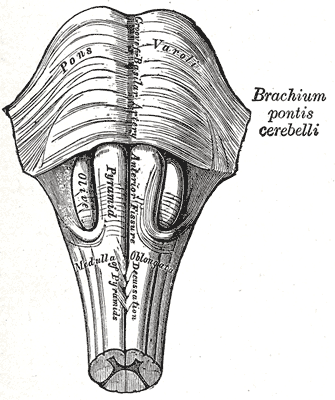
Продолговатый мозг и мост. Передняя поверхность.
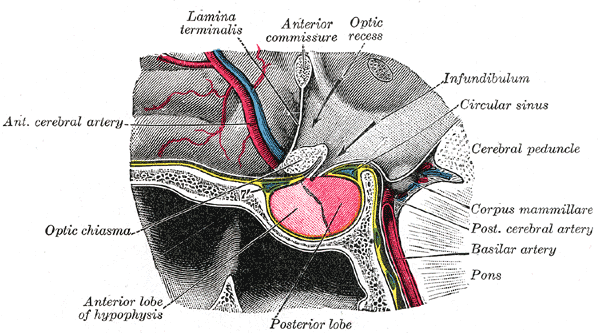
Гипофиз (сагиттальный разрез).

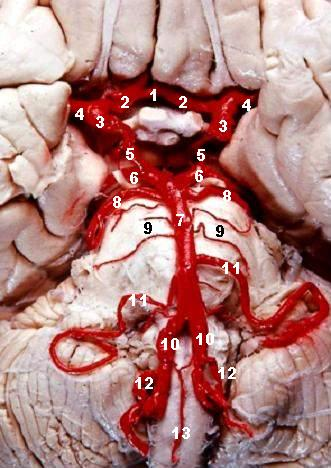
Кровоснабжение ствола головного мозга
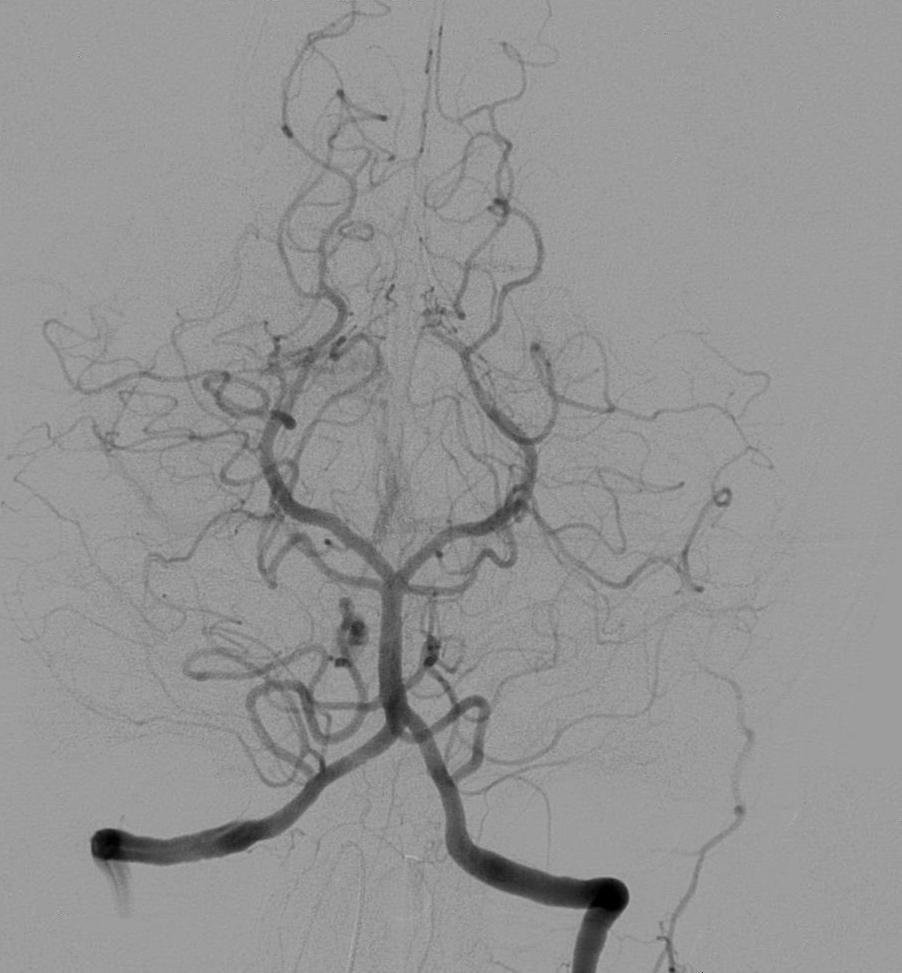
Ангиография головного мозга, в поперечной проекции. Вертобро-базилярный, задней мозговой артерии бассейны.